# استاد کمکی
استاد کمکی (به انگلیسی: Adjunct professor) یک شغل آکادمیک برای اساتیدی است که به صورت کمکی به یک دپارتمان یا دانشکده برای انجام یک مأموریت خاص پژوهشی یا تدریس اضافه می‌شوند. ارتباط استخدامی استاد معین با دانشگاه معمولاً قرارداد پاره وقت است اما بازه زمانی همکاری بسته به توافق استاد معین با دانشگاه می‌تواند طولانی مدت باشد. این شغل آکادمیک مربوط به افرادی است که صلاحیت و استحقاق فعالیت به عنوان استاد دانشگاه را در یک مؤسسهٔ معتبر آموزش عالی داشته باشند.

## استاد کمکی در کشورهای مختلف

### آمریکا
در بسیاری کشورها مثلاً ایالات متحده آمریکا، استاد کمکی عضو رسمی هیئت علمی آن دانشگاه نیست، اما می‌تواند در دانشگاه دیگری عضو هیئت عملی تمام وقت باشد.